# Chiroderma improvisum
Chiroderma improvisum es una especie de murciélago de la familia Phyllostomidae.

## Distribución geográfica
Se encuentra en Guadalupe y Montserrat.

## Estado de conservación
Se encuentra amenazada de extinción por  la pérdida de hábitat  sobre todo a causa del huracán Hugo. Puede extinguirse en algunas zonas de Guadalupe.